# Cầu Chui

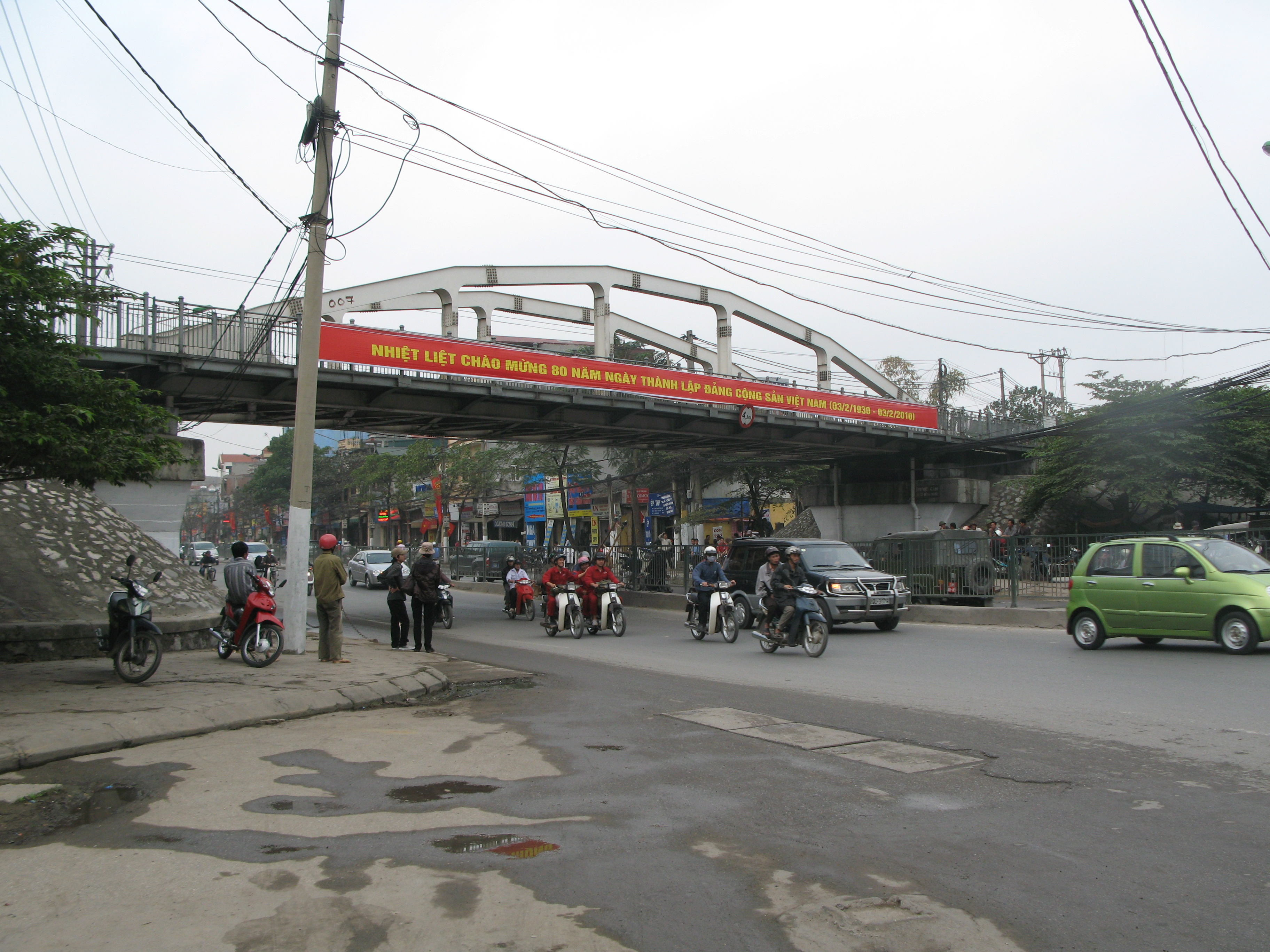
Cầu Chui tháng 2 năm 2010

Cầu Chui là cầu đường sắt trên tuyến Hà Nội - Hải Phòng. Cầu xây dựng cùng thời điểm với cầu Long Biên (1899 - 1902). Vị trí cầu là tại điểm vượt qua Quốc lộ 1 tại Gia Lâm, Hà Nội (ngày nay là đường Nguyễn Văn Cừ, quận Long Biên). Quốc lộ 1 cũ đi chui dưới gầm cầu, chính vì vậy mà cầu đường sắt trên có tên là cầu Chui. Và tên này cũng trở thành địa danh của khu vực này. Trước khi Đường 5 kéo dài được khánh thành, Cầu Chui là điểm đầu của quốc lộ 5.
Trước khi có cầu Thăng Long, cầu Thanh Trì, cầu Vĩnh Tuy muốn đi các tỉnh phía Bắc sông Hồng (Hải Dương, Hải Phòng, Lạng Sơn, Thái Nguyên, Yên Bái, Lào Cai...) đều phải qua cầu Chui. Cầu Chui có một vị trí quan trong về quân sự cũng như về kinh tế.